# Tumore dell'ano
Il tumore dell'ano è un cancro che colpisce l'ano. 

## Epidemiologia
L'ano o canale anale si estende da 2.5 a 3.5 cm circa ed inizia a livello dell'anello anorettale e termina dove la mucosa si fonde con la pelle perineale, che coincide con il solco inter sfinterico. Il canale anale è diviso dalla linea dentata (pettinea). In base alla linea pettinea si possono individuare tre popolazioni cellulari: al di sopra cellule granulari, al di sotto cellule squamose e in prossimità della linea dentata cellule di transizione. 
Uno dei principali fattori di rischio per il cancro dell'ano è l'infezione da papilloma virus umano (HPV), responsabile anche di altri tumori, in particolare quello della cervice uterina.
Non tutti i ceppi di HPV sono cancerogeni, in molti casi infatti le difese immunitarie dell'organismo sono sufficienti a eliminare l'infezione. Alcuni ceppi tuttavia (soprattutto il 16 e il 18) sono cancerogeni e aumentano il rischio di sviluppare il tumore. Dal momento che per contrarre l'infezione è sufficiente il contatto tra due zone infette, l'uso del preservativo non protegge dal contagio (anche se lo riduce) che avviene soprattutto attraverso i rapporti sessuali con partner infetti.
L'infezione da HPV non è l'unico fattore di rischio per il tumore dell'ano: hanno un maggior rischio di ammalarsi anche i fumatori, le persone con un numero elevato di partner sessuali nel corso della vita, quelle con un sistema immunitario particolarmente debole (dopo trapianto di organo o a causa dell'infezione da HIV), con una storia clinica di lesioni benigne frequenti all'ano e al retto (verruche, ascessi, emorroidi) e quelle con precedenti diagnosi di altri tumori (cervice, vulva, vagina, pene) in genere legati al virus HPV.
Infine il rischio di sviluppare un tumore dell'ano aumenta con l'aumentare dell'età.

## Incidenza
L'incidenza è di 1-6 unità ogni 100 000, nelle donne doppia rispetto agli uomini.

## Precancerosi
Come molti altri tumori correlati al papilloma virus umano, anche per i tumori dell'ano esistono dei gradi di pre-cancerosi precedenti il quadro conclamato di cancro.
Storicamente venivano descritte con la sigla AIN (Anal intraepithelial neoplasia), differenziandole in tre gradi in base al grado di displasia: AIN I (basso grado), AIN II (grado intermedio) e AIN III (grado elevato).
La nomenclatura è stata rivista e modificata. Attualmente la sigla L-SIL (Low-squamous intraepithelial lesions) comprende le lesioni precedentemente descritte come AIN I. Le sesioni H-SIL (High-squamous intraepithelial lesions) comprendono AIN II, AIN III,  carcinoma in situ, Malattia di Bowen, Papulosi Bowenoide. Numerosi sono i metodi di anatomia patologica, che identificano i due raggruppamenti. L'espressione della proteina p-16 è spesso fondamentale per differenziare AIN II da AIN III e dunque per diagnosticare un H-SIL.

## Tipologie
La attuale classificazione della WHO raggruppa così i tumori:
- Carcinoma squamocellulare: è il più comune; nella stessa sigla sono anche inclusi i tumori precedentemente nominati giunzionali, basaloidi, cloacogenici. La distinzione tra carcinoma quamocellulare cheratinizzante e non cheratinizzante non è più in uso. Storicamente si differenziava il carcinoma squamocellulare cheratinizzante quando si sviluppa al di sopra della linea pettinea e non cheratinizzante, quando si sviluppa al di sotto della linea pettinea.
- Adenocarcinoma anale: è um tumore che interessa le cellule granulari al di sopra della linea pettinea. È molto difficile da differenziale rispetto ad un adenocarcinoma del retto. Motivo per il quale il loro trattamento spesso coincide.
- Carcinoma verrucoso
- Tumori neuroendocrini: vengono differenziati in base al grado di displasia in Grado1,2 e 3
- Carcinomi neuroendocrini: vengono differenziati in "a piccole cellule" ed "a grandi cellule"
- MiNEN (Mixed neuroendocrine-non-neuroendocrine neoplasm)

## Stadiazione
La corretta stadiazione si basa su visita proctologica completa con esame obbiettivo dell'addome e dell'inguine, rettosigmoidoscopia con biospia, TC addome e torace con e senza mdc, RM delle pelvi e PET se necessario.
La stadiazione si basa sul sistema TNM dell'American Joint Committee on Cancer (AJCC).

## Trattamento
Per tumori in situ o malattia invasiva in stadio cT1N0Mo, il trattamento è chirurgico mediante escissione locale con un margine libero di malattia maggiore di 1 cm.
Nel caso della malattia localizzata (cT2-T4/N0-N3/M0), anche in fase metastatica, il gold standard è rappresentato dallo schema sec.Nigro, formato da chemioterapia (principalmente 5-Fluorouracile e Mitomicina C) e radioterapia.